# Хлібодарівська сільська рада (Чаплинський район)
Хлібода́рівська сільська́ ра́да — адміністративно-територіальна одиниця та орган місцевого самоврядування в Чаплинському районі Херсонської області. Адміністративний центр — село Хлібодарівка.

## Загальні відомості
Хлібодарівська сільська рада утворена в 1970 році.
- Територія ради: 70 км²
- Населення ради: 1 185 осіб (станом на 2001 рік)

## Населені пункти
Сільській раді підпорядковані населені пункти:
- с. Хлібодарівка
- с. Веселе Друге

## Склад ради
Рада складається з 16 депутатів та голови.
- Голова ради: Свінціцькій Віталій Казимирович
- Секретар ради: Домбровська Тетяна Вікторівна

### Керівний склад попередніх скликань
| Прізвище, ім'я, по батькові     | Основні відомості                                                                       | Дата обрання | Дата звільнення |
| ------------------------------- | --------------------------------------------------------------------------------------- | ------------ | --------------- |
| Свінцицький Віталій Казимирович | Сільський голова, 1954 року народження, освіта середня спеціальна, член Партії регіонів | 26.03.2006   | 31.10.2010      |
| Свінціцькій Віталій Казимирович | Сільський голова, 1954 року народження, освіта середня спеціальна, член Партії регіонів | 31.10.2010   |                 |

Примітка: таблиця складена за даними сайту Верховної Ради України

### Депутати
За результатами місцевих виборів 2010 року депутатами ради стали:

#### За суб'єктами висування
| Суб'єкт висування                                       | Кількість обраних депутатів | %    |
| ------------------------------------------------------- | --------------------------- | ---- |
| Партія регіонів                                         | 11                          | 68,8 |
| Комуністична партія України                             | 3                           | 18,8 |
| Політична партія Всеукраїнське об'єднання «Батьківщина» | 1                           | 6,3  |
| Політична партія «Нова політика»                        | 1                           | 6,3  |

#### За округами
| № округу                                                | Прізвище, ім'я, по батькові       | Дата визнання обраним | Освіта  | Партійна приналежність                 | Відомості про обраного депутата                         |
| ------------------------------------------------------- | --------------------------------- | --------------------- | ------- | -------------------------------------- | ------------------------------------------------------- |
| Комуністична партія України                             |                                   |                       |         |                                        |                                                         |
| 9                                                       | Нечепуренко Микола Данилович      | 03.11.2010            | середня | член Комуністичної партії України      | ЧВУГ № 3, заступник начальника                          |
| 12                                                      | Корж Тамара Леонтіївна            | 03.11.2010            | середня | член Комуністичної партії України      | Дитячий садок, вихователь                               |
| 14                                                      | Філімонова Антоніна Анатоліївна   | 03.11.2010            | середня | позапартійна                           | Дитячий садок                                           |
| Партія регіонів                                         |                                   |                       |         |                                        |                                                         |
| 1                                                       | Мелешкевич Марія Василівна        | 03.11.2010            | середня | член Партії регіонів                   | тимчасово не працює                                     |
| 2                                                       | Дичок Наталія Федорівна           | 03.11.2010            | вища    | член Партії регіонів                   | Хлібодарівська загальноосвітня школа I-III ст., вчитель |
| 3                                                       | Ведмеденко Альберт Миколайович    | 03.11.2010            | середня | член Партії регіонів                   | тимчасово не працює                                     |
| 4                                                       | Азаров Володимир Павлович         | 03.11.2010            | вища    | член Партії регіонів                   | тимчасово не працює                                     |
| 5                                                       | Домбровська Тетяна Вікторівна     | 03.11.2010            | середня | член Партії регіонів                   | Хлібодарівська сільська рада, секретар                  |
| 7                                                       | Краснопьорова Валентина Дмитрівна | 03.11.2010            | середня | член Партії регіонів                   | Дитячий садок, вихователь                               |
| 8                                                       | Аксьонова Ганна Василівна         | 03.11.2010            | вища    | позапартійна                           | Хлібодарівська загальноосвітня школа I-III ст., вчитель |
| 10                                                      | Рогульський Сергій Володимирович  | 03.11.2010            | вища    | член Партії регіонів                   | тимчасово не працює                                     |
| 13                                                      | Коваль Олена Петрівна             | 03.11.2010            | середня | член Партії регіонів                   | тимчасово не працює                                     |
| 15                                                      | Мелешкевич Олександр Вікторович   | 03.11.2010            | вища    | член Партії регіонів                   | тимчасово не працює                                     |
| 16                                                      | Бабійчук Тамара Іванівна          | 03.11.2010            | середня | член Партії регіонів                   | Дитячий садок, помічник вихователя                      |
| Політична партія Всеукраїнське об'єднання «Батьківщина» |                                   |                       |         |                                        |                                                         |
| 6                                                       | Павзюк Віктор Миколайович         | 03.11.2010            | середня | позапартійний                          | тимчасово не працює                                     |
| Політична партія «Нова політика»                        |                                   |                       |         |                                        |                                                         |
| 11                                                      | Фіцуліна Оксана Степанівна        | 03.11.2010            | середня | член Політичної партії «Нова політика» | школа, вчитель                                          |

## Населення
Згідно з переписом УРСР 1989 року чисельність наявного населення сільської ради становила 1244 особи, з яких 614 чоловіків та 630 жінок.
За переписом населення України 2001 року в сільській раді мешкало 1175 осіб.

### Мова
Розподіл населення за рідною мовою за даними перепису 2001 року:
| Мова              | Відсоток |
| ----------------- | -------- |
| українська        | 87,93 %  |
| російська         | 8,35 %   |
| вірменська        | 1,69 %   |
| кримськотатарська | 1,27 %   |
| молдовська        | 0,08 %   |
| інші              | 0,68 %   |